# Salix cheilophila
Salix cheilophila — вид квіткових рослин із родини вербових (Salicaceae).

## Морфологічна характеристика
Це кущ чи невелике дерево до 5 метрів заввишки. Гілочки сірувато-чорні чи червонувато-чорні, спочатку запушені, зрештою майже голі. Листкова ніжка дуже коротка; листкова пластинка лінійна, лінійно-ланцетна чи зворотно-ланцетна, 25–35(60) × 3–5(1) мм, абаксіально (низ) сірувато-біла, адаксіально зелена й волосиста, край залозисто пилчастий дистально вигнутий, верхівка загострена. Чоловічасережка 15–23 × 3–4 мм, майже сидяча; жіноча сережка до 2.5 см. Коробочка ≈ 3 мм.

## Середовище проживання
Північно-центральний і Південно-центральний Китай, Внутрішня Монголія, Тибет. Населяє береги річок, струмків або культивується; на висотах 700–3000 метрів.